# Sergi Cameron i Tapia
Sergi Cameron Tapia (Barcelona, 29 d'octubre de 1987) és un director, productor, muntador i músic català. Codirector de la productora Nanouk Films que produeix, entre d'altres, documentals, ficció, videoclips, projectes de museografia, interactius i publicitat. Ha rebut el Premi Internacional de la Crítica (FIREPRESCI), al festival Message to Man de Sant Petersburg, pel documental Bugarach. Sergi Cameron Tapia va viure fins a l'adolescència al barri de Sant Andreu de Palomar de Barcelona. Als 18 anys, va entrar a l'Escola Superior de Cinema i Audiovisuals de Catalunya (ESCAC).
L'any 2019, va dirigir el documental Niños somos todos, sobre el viatge iniciàtic a Bolívia del Niño de Elche, un acostament a diferents realitats socials i musicals que li permet reflexionar sobre la seva pròpia vida, la seva personalitat, l'aprenentatge de la música i la relació entre el seu art i la seva família.

## Obres
Filmografia com a director
- Ovis (curtmetratge, 2009)
- Radiografia d'Espanya en tres actes (curtmetratge,2012)
- El cas dels catalans (2014)
- Coses estranyes que brillen (curtmetratge. 2014)
- Bugarach (documental, 2014)
- Totes les històries (curtmetratge, 2018)[3]
- Niños somos todos (documental, 2019)[4]

Projectes museogràfics com a director
- "Connectivitat, societat, creativitat" Exposició Centre d'Arts Santa Mònica (2012)
- Centre d'Interpretació Calafell (2014)
- Exposició 3 del Castell de Montjuic (2015)

Filmografia destacada com a productor
- Migranland (2014)
- Els anys salvatges (2014)
- Bugarach (2014)
- Dead Slow Ahead (2015)
- Alcaldessa (2016, Gaudí al millor documental 2017)[5]
- Yo la busco (2018)
- Gang (curtmetratge, 2019)
- Ojos negros (2019)

Filmografia com a muntador
- Limbo Star: diez, cuenta atrás (2010)
- Le Cordon (2011)
- The Afterlife (2012)
- Como abrir una botella de vino y un zapato (2012)
- Cromosoma 5 (2013)

Filmografia com a músic
- Cromosoma 5 (supervisió musical,2013)
- Els anys salvatges (2014)
- El cas dels catalans (supervisió musical, 2014)

## Premis i nominacions

### Nominacions
- 2015: Gaudí a la millor pel·lícula documental per Bugarach
- 2015: Gaudí a la millor música original per Els anys salvatges